# Canton de Nogaro
Le canton de Nogaro est une ancienne division administrative française située dans le département du Gers et la région Midi-Pyrénées.
Après le redécoupage cantonal de 2014, Nogaro est devenu le bureau centralisateur du nouveau canton du Grand-Bas-Armagnac.

## Géographie
Ce canton était organisé autour de Nogaro dans l'arrondissement de Condom. Son altitude variait de 67 m (Monguilhem) à 221 m (Espas) pour une altitude moyenne de 135 m.

## Composition
Le canton de Nogaro regroupait vingt-six communes et comptait 8 402 habitants (population municipale) au 1er janvier 2012.
| Communes                   | Population (2012) | Code postal | Code Insee |
| -------------------------- | ----------------- | ----------- | ---------- |
| Arblade-le-Haut            | 276               | 32110       | 32005      |
| Bétous                     | 74                | 32110       | 32049      |
| Bourrouillan               | 174               | 32370       | 32062      |
| Caupenne-d'Armagnac        | 377               | 32110       | 32094      |
| Cravencères                | 118               | 32110       | 32113      |
| Espas                      | 124               | 32370       | 32125      |
| Le Houga                   | 1 101             | 32460       | 32155      |
| Lanne-Soubiran             | 89                | 32110       | 32191      |
| Laujuzan                   | 226               | 32110       | 32202      |
| Loubédat                   | 129               | 32110       | 32214      |
| Luppé-Violles              | 125               | 32110       | 32220      |
| Magnan                     | 196               | 32110       | 32222      |
| Manciet                    | 764               | 32370       | 32227      |
| Monguilhem                 | 302               | 32240       | 32271      |
| Monlezun-d'Armagnac        | 205               | 32240       | 32274      |
| Mormès                     | 124               | 32240       | 32291      |
| Nogaro                     | 1 881             | 32110       | 32296      |
| Perchède                   | 74                | 32460       | 32310      |
| Sainte-Christie-d'Armagnac | 338               | 32370       | 32369      |
| Saint-Griède               | 128               | 32110       | 32380      |
| Saint-Martin-d'Armagnac    | 205               | 32110       | 32390      |
| Salles-d'Armagnac          | 104               | 32370       | 32408      |
| Sion                       | 111               | 32110       | 32434      |
| Sorbets                    | 194               | 32110       | 32437      |
| Toujouse                   | 139               | 32240       | 32449      |
| Urgosse                    | 231               | 32110       | 32458      |

## Histoire
Par ordonnance royale du 16 juin 1843, la commune de Salles-d'Armagnac est distraite du canton de Cazaubon et réunie à celui de Nogaro. Par décret du 27 juillet 1966, la commune de Bourrouillan, canton de Cazaubon, est rattachée au canton de Nogaro.

## Administration

### Conseillers généraux de 1833 à 2015
| Période | Période      | Identité                                 | Étiquette          | Qualité |
| ------- | ------------ | ---------------------------------------- | ------------------ | --- |
| 1833    | 1842         | Baron Joseph de Podenas                  | Tiers-Parti        | Conseiller à la Cour royale de Toulouse puis Président de la Cour royale de Montpellier Député (1829-1834) Propriétaire à Nogaro                                                                                  |
| 1842    | 1852         | Pierre Vincent Joret                     | Républicain modéré | Propriétaire, maire de Salles-d'Armagnac Représentant du peuple (1849-1851) |
| 1852    | 1879 (décès) | Denis Chanceaulme de Clarens (1812-1879) |                    | Maire du Houga |
| 1879    | 1919         | Léon Cazès                               | Bonapartiste       | Médecin Maire de Nogaro (1884-1892, 1896-1922) |
| 1919    | 1940         | Raymond Matignon                         | Rad.               | Ancien Maire de Loubédat (1896-1898) Agriculteur, maire de Cravencères (1912-1944) Nommé conseiller départemental en 1943                                                                                         |
|         |              |                                          |                    | |
| 1943    | 1945         | Joseph de Pesquidoux                     |                    | Ecrivain, membre de l'Académie Française Président de la délégation spéciale du Houga Propriétaire du château de Pesquidoux Nommé conseiller départemental en 1943 Président du Conseil départemental (1943-1945) |
|         |              |                                          |                    | |
| 1945    | 1951         | Henri Larribot (1910-1983)               | SFIO               | Maire d'Espas |
| 1951    | 1958         | Jean Samalens                            | DVD                | Médecin à Laujuzan |
| 1958    | 1970 (décès) | Paul Frayret (1895-1970)                 | MRP puis PDM       | Distillateur et exploitant forestier Maire de Nogaro (1947-1965) |
| 1970    | 1994         | Jean Dupuy                               | CIR puis PS        | Médecin Maire de Nogaro (1965-1989) |
| 1994    | 2015         | Jean-Pierre Pujol                        | DVG puis PS        | Pensionné Education nationale Maire de Nogaro (1989-2008) 1er Vice-président du Conseil général Président du Conseil général (2013-2014) Député (2001-2002)                                                       |

### Conseillers d'arrondissement (de 1833 à 1940)
Le canton de Nogaro avait deux conseillers d'arrondissement.
| Période                                  | Période | Identité                                     | Étiquette | Qualité |
| ---------------------------------------- | ------- | -------------------------------------------- | --------- | --- |
| 1833                                     | 1842    | Joseph Bouilhet ainé                         |           | Propriétaire, officier de santé, maire de Nogaro                                                            |
| 1833                                     | 1848    | Jean Dubosc (de) Pesquidoux ainé (1799-1873) |           | Docteur en droit, avocat, propriétaire au Houga                                                             |
| 1842                                     | 1848    | M. Barthe                                    |           | Propriétaire à Manciet                                                                                      |
|                                          |         |                                              |           | |
| 1901                                     |         | M. Ducurron                                  | Droite    | Maire du Houga                                                                                              |
| 1901                                     |         | M. Campaignolle                              | Droite    | |
|                                          |         |                                              |           | |
| 1925                                     |         | M. Lozès                                     | Radical   | |
| 1925                                     |         | Charles-Pierre-Louis Ducom                   | Radical   | Agriculteur à Monlezun-d'Armagnac                                                                           |
|                                          | 1940    | M. Lagarosse                                 | Radical   | |
|                                          | 1940    | M. Tissé                                     | Radical   | |
| 1940                                     |         |                                              |           | Les conseils d'arrondissement ont été suspendus par la loi du 12 octobre 1940 et n'ont jamais été réactivés |
| Les données manquantes sont à compléter. |         |                                              |           | |

## Démographie
| 1962  | 1968  | 1975  | 1982  | 1990  | 1999  | 2006  | 2011  | 2012  |
| ----- | ----- | ----- | ----- | ----- | ----- | ----- | ----- | ----- |
| 9 348 | 9 195 | 8 580 | 8 228 | 8 102 | 7 809 | 8 076 | 8 397 | 8 402 |